# Solomon Lobel
Solomon Moiseevici Löbel (sau Loebel, Lobel, n. 27 ianuarie 1910, Iași, România – d. 27 ianuarie 1981, Chișinău, RSS Moldovenească, URSS) a fost un compozitor și profesor de muzică sovietic moldovean, originar din Iași.

## Biografie
Löbel s-a născut în 1910, la Iași, într-o familie de evrei. Tatăl lui a murit în Primul Război Mondial. A absolvit Facultatea de Drept din Cadrul Universității din Iași, precum și Conservatorul din Iași. 
În 1929 s-a înscris în PCR, aflat în ilegalitate. A condus clandestin aparatul tehnic al Comitetului Regional al PCR din Moldova, iar în 1931 s-a stabilit la București, unde a condus aparatul tehnic central al PCR. În 1938 a fost arestat și închis la Închisoarea Jilava. În același an, a intrat la Academia de Muzică din București, unde i-a avut profesori pe Florica Musicescu și pe Mihail Jora. Pe 17 iunie 1940 a fost arestat din nou, deoarece a participat la altă activitate comunistă. A fost eliberat în luna noiembrie, fugind ulterior în RSS Moldovenească, unde și-a continuat studiile la clasa lui Ștefan Neaga. 
A luptat în Al Doilea Război Mondial, înrolându-se în Armata Roșie. După demobilizare, în 1946, și-a continuat studiile, avându-l profesor pe Leonid Gurov. În 1947 a devenit membru al Uniunii Compozitorilor din RSS Moldovenească, iar din 1949 a fost profesor la Conservatorul din Chișinău. 
Löbel este singurul simfonist moldovean, operele sale cuprinzând și teme din muzica populară moldovenească. A pus pe muzică versuri de Liviu Deleanu, Emilian Bucov, Mihai Eminescu sau Constantin Condrea.
A decedat împreună cu soția sa, Dora Roitman (ilegalistă comunistă din perioada interbelică), într-un incendiu din locuința sa din Chișinău. Sora soției sale a fost căsătorită cu politicianul româno-sovietic Haim Bogopolski.